# Kadlewad(P.C.H), Sindgi
Kadlewad(P.C.H) là một làng thuộc tehsil Sindgi, huyện Bijapur, bang Karnataka, Ấn Độ.